# Seznam carcassonských biskupů
Seznam carcassonských biskupů a arcibiskupů zahrnuje všechny představitele diecéze v Carcassonne.
- Hilaire cca 550
- Sergius 589
- Solemnius 633
- Elpidius 636
- Sylvester 653
- svatý Stapin 683-725
- sedisvakance po invazi Maurů
- Hispicio 791
- Señor 813
- Eurus 860
- Léger 878
- Willeran 883–897
- svatý Gimer 902–931
- Abbon 933–934
- Gisandus 934–952
- Franco 965–977
- Aimeric 982–986
- Adalbert 1002–1020
- Foulques 1028
- Guifred 1031–1058
- Bernard 1072–1075
- Pierre Artaud 1077–1083
- Pierre II. 1083–1101
- Guillaume Bernard 1106–1107
- Raimond I. 1107–1110
- Arnaud de Girone 1113–1130
- Raimond de Sorèze 1131–1141
- Pons de Tresmals 1142–1159
- Pons de Brugals 1159–1166
- Othon 1170–1201
- Bérenger 1201–1209
- Bernard-Raimond de Roquefort 1209–1231
- Guy de Vaux-de-Cernay 1212–1223
- Clarín 1226–1248
- Guillaume Arnaud 1248–1255
- Guillaume Raoul 1248–1266
- Bernard de Capendu 1265–1278
- Gauthier Jean 1278–1280
- Bérenger 1280
- Isarn ca 1286
- Pierre de La Chapelle-Taillefer 1291–1298
- Jean de Chevry 1298–1300
- Pierre de Roquefort 1300–1321
- Guillaume de Flavacourt 1322–1323
- Pierre Rodier 1323–1330
- Pierre Jean 1330–1336
- Gancelin Jean 1337–1346
- Gilbert Jean 1347–1354
- Arnaud Aubert 1354–1357
- Geoffroi de Vayrols 1357–1361
- Étienne Aubert 1361
- Jean Fabri 1362–1370
- Hugues de La Jugie 1371
- Pierre de Saint-Martial 1372–1391
- Simon de Cramaud 1391–1409
- Pierre Aimeri 1409–1412
- Géraud du Puy 1413–1421
- Geoffroi de Pompadour 1420–1445
- Jean d’Estampes 1446–1455
- Geoffroi de Basilhac 1456–1459
- Jean du Chastel 1459–1475
- Guichard d'Aubusson 1476–1497
- Pierre d'Auxillon 1497–1512
- Hugues de Voisins 1512–1516
- Jean de Basilhac 1516–1521
- Martín de Saint-André 1521–1545
- Charles I. de Bourbon 1546–1552
- François de Faucon 1556–1565
- Charles I. de Bourbon 1565–1567
- Vitellozzo Vitelli 1567–1568
- Annibal de Ruccellai 1569–1601
- Christophe de L'Estang 1603–1621
- Vitalis de L'Estang 1621–1652
- François de Servien 1653–1654
- Louis de Nogaret de La Valette 1655–1679
- Louis d'Anglure de Bourlemont 1680
- Louis Joseph de Adhémar de Monteil de Grignan 1681–1722
- Louis Joseph de Chateauneuf de Rochebonne 1722–1725
- Armand Bazin de Bezons 1730–1778
- Jean Auguste de Chastenet de Puységur 1778–1788
- François Marie Fortuné de Vintimille 1789–1790 (1801)
- Guillaume Bésaucèle 1791–1801 (ústavní biskup)
- Louis Belman 1801
- Arnaud-Ferdinand de La Porte 1802–1824
- Joseph-Julien de Saint-Rome Gualy 1824–1847
- Henri-Marie-Gaston de Bonnechose 1848–1855
- François-Alexandre Roullet de La Bouillerie 1855–1873
- François-Albert Leuillieux 1873–1881
- Paul-Félix Arsène Billard 1881–1901
- Paul-Félix Beuvain de Beauséjour 1902–1930
- Emmanuel Coste 1930–1931
- Jean-Joseph Pays 1932–1951
- Pierre-Marie Joseph Puech 1952–1982
- Jacques Joseph Marie Despierre 1982–2004
- Alain Émile Baptiste Planet od 2004